# Slidex

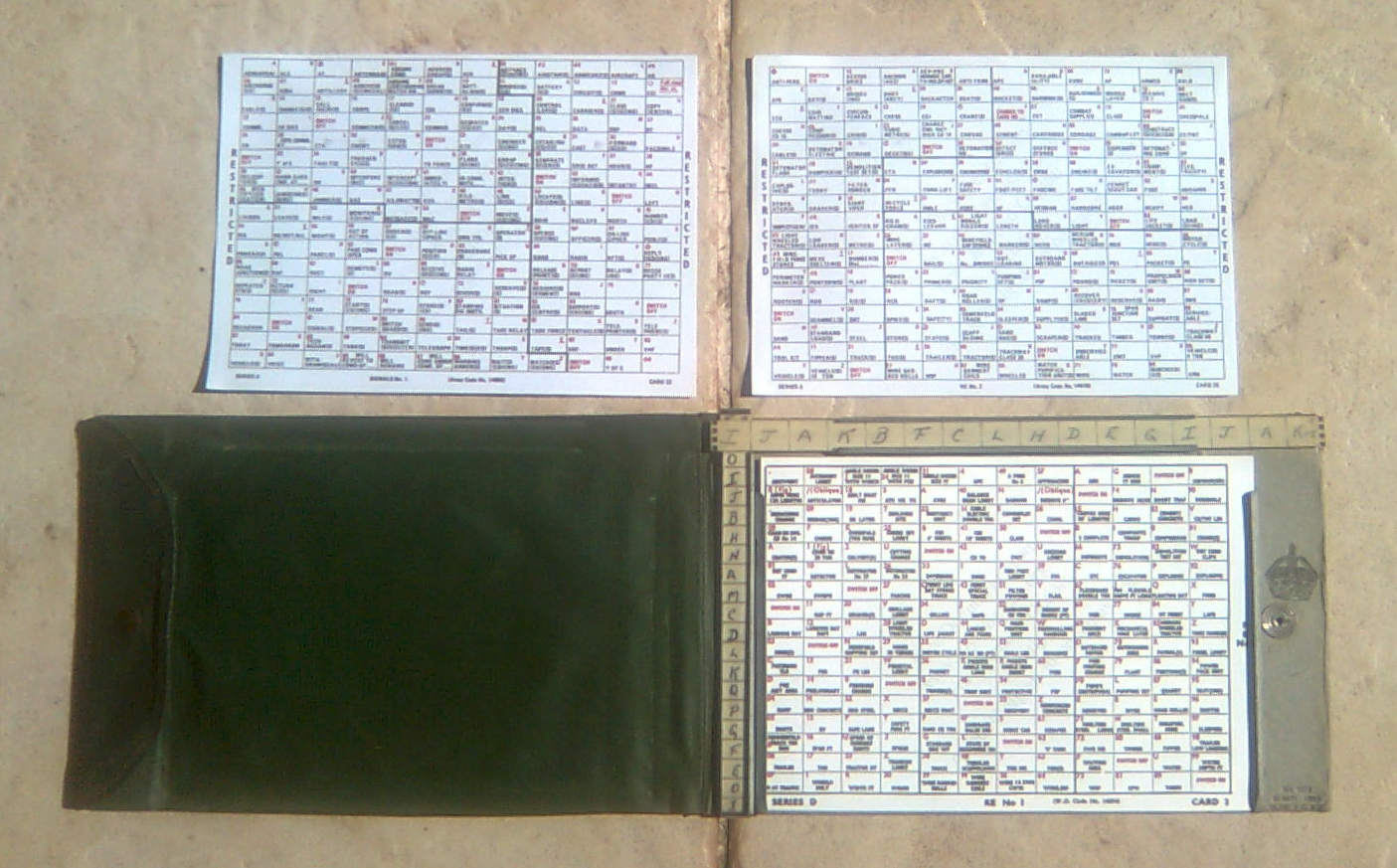
Eine aufgeklappte Slidex-Kladde (unten) und zwei zusätzliche Code-Blätter.

Slidex (geschrieben auch: SLIDEX und genannt auch: Slidex R/T Code) war ein manuelles Verschlüsselungsverfahren, das während des Zweiten Weltkriegs, insbesondere während der Invasion in der Normandie, vom britischen Heer und auch von der US Army benutzt wurde, um taktische Nachrichten geheim zu halten, die beispielsweise über öffentliche Fernsprecher oder im unverschlüsselten Sprechfunk (Telefonie) übermittelt wurden. Die Abkürzung R/T steht hier für Radio Telephony (deutsch Funktelefonie).

## Verfahren
Im Vordergrund stand hier eine möglichst simple Anwendung, nicht hohe kryptografische Sicherheit. Verwendet wurden einfache Blätter aus Karton oder Papier, geschützt durch eine metallische Kladde, etwa 245 mm breit und 157 mm lang (aufgeklappt etwa doppelt so breit). Auf den Blättern befanden sich Tabellen aus 17 Zeilen und 12 Spalten. Es standen somit 204 Zellen zur Verfügung, in die in Schwarz Wörter oder  Phrasen eingetragen wurden, wie beispielsweise „Aircraft“ (Flugzeug), „Area“ (Bereich), „Attack“ (Angriff), „Contact“ (Kontakt), „Delay“ (Verzögerung) und so weiter.
Zusätzlich befand sich in jeder Zelle noch in Rot ein Buchstabe oder eine Zahl. Damit konnten auch Wörter, die nicht aufgeführt waren, buchstabiert werden oder Zahlen, beispielsweise Frequenzangaben, mitgeteilt werden (siehe auch: Foto unter Weblinks). Statt der Ausdrücke in den Zellen wurden die entsprechenden Koordinaten, also Zeilennummer und Spaltennummer, per Sprache übermittelt.
Um zwischen schwarzen und roten Begriffen wechseln zu können, gab es mehrere Zellen, in denen Switch on („An“) beziehungsweise Switch off („Aus“) stand. Bei Übermittlung derer Koordinaten wusste der Hörer, welche Farbe danach gültig war.

## Geschichte
Eingeführt wurde Slidex im Jahr 1943 zunächst nur für die British Army. Ab 1944 wurde es auch von der alliierten US Army und der Canadian Army verwendet. Unterschiedliche Einheiten verwendeten unterschiedliche Blätter, jeweils mit individuell angepasstem Wortschatz.
Slidex war nicht besonders sicher und wurde von deutschen Diensten, wie OKW/Chi und OKL/Chi, regelmäßig gebrochen.
In den 1980er Jahren ersetzte die Batco-Methode das Verfahren.